# Abia

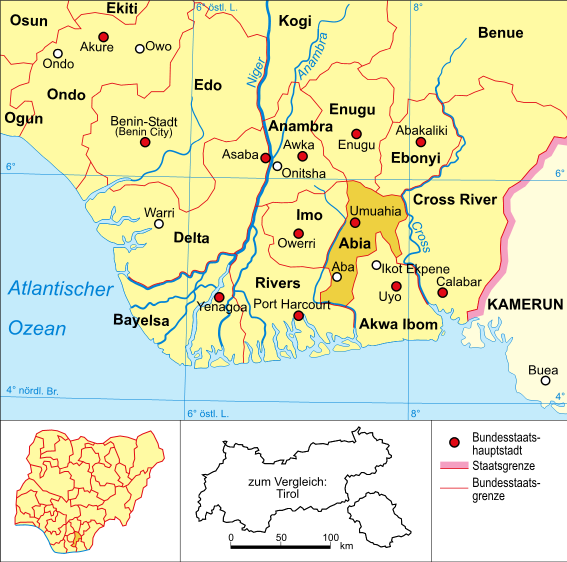
Lage von Abia in Nigeria

Abia ist ein Bundesstaat des westafrikanischen Landes Nigeria, dessen Hauptstadt Umuahia ist. Die größte Stadt ist Aba mit 897.613 Einwohnern (2005).

## Geografie
Der Bundesstaat liegt im Süden des Landes und grenzt im Norden an die Bundesstaaten Ebonyi und Enugu, im Süden an den Bundesstaat Rivers, im Westen an den Bundesstaat Imo, im Nordosten an den Bundesstaat Cross River und im Südosten an den Bundesstaat Akwa Ibom.

## Geschichte
Der Bundesstaat wurde am 27. August 1991 aus einem Teil des Bundesstaates Imo gebildet. Erster Administrator war vom 28. August 1991 bis Januar 1992 Frank Ajobena. Gegenwärtiger Gouverneur ist seit dem 29. Mai 2015 Okezie Ikpeazu.

### Liste der Gouverneure und Administratoren
- Frank Ajobena (Administrator 1991–1992)
- Ogbonnaya Onu (Gouverneur 1992–1993)
- Chinyere Ike Nwosu (Administrator 1993–1994)
- Temi Ejoor (Administrator 1994–1996)
- Moses Fasanya (Administrator 1996–1998)
- Anthony Obi (Administrator 1998–1999)
- Orji Uzor Kalu (Gouverneur 1999–2007)
- Theodore Orji (Gouverneur 2007–2015)
- Okezie Ikpeazu (Gouverneur 2015–)

## Verwaltung
Der Staat gliedert sich in 15 Local Government Areas. Diese sind: Aba North, Arochokwu, Bende, Ikwuano, Isiala-Ngwa North, Isiala-Ngwa South, Obi-Nwga, Ohafia, Osisioma, Ugwunagbo, Ukwa East, Ukwa West, Umuahia North, Umuahia South und Umu-Nneochi.

## Wirtschaft
Wichtige Wirtschaftszweige in Abia sind der Einzelhandel und die Landwirtschaft. Es werden Getreide, Kokosnüsse, Mais, Reis, Yams, Maniok, Obst und Gemüse angebaut.
Bedeutend sind der Abbau von Zink, feinem Sand und Kalkstein sowie die Förderung von Erdöl. Des Weiteren wird in Abia Bier gebraut sowie Textilien, Glas und Keramiken hergestellt.
Der Bundesstaat erreicht für das Jahr 2019 einen Index der menschlichen Entwicklung von 0,650 und weist damit eine mittlere menschliche Entwicklung auf. Unter den 37 Verwaltungseinheiten Nigerias erreicht er damit den achten Platz.